# Низина, Ирина Яковлевна
Ири́на Я́ковлевна Ни́зина (род. 14 марта 1976 года, Одесса) — российская актриса театра и кино, лауреат премий «Чайка» и «Московские дебюты».

## Биография
Ирина Низина родилась 14 марта 1976 года в Одессе, там же окончила музыкальную школу. Занималась в студии киноактёра. После окончания школы собиралась поступать в одесскую консерваторию на вокальное отделение, но вскоре уехала в Москву.
В 1997 году окончила ГИТИС (ныне РАТИ), курс А. В. Бородина и была принята в труппу Российского академического молодёжного театра (РАМТ).
По натуре Ирина больше закрытый человек, чем открытый, поэтому феерия — не её стихия. Актриса комфортней чувствует себя в маленькой компании, в кругу близких, любит интимные, спокойные беседы. Близкие подруги актрисы не имеют никакого отношения к театру и кино.

## Признание и награды
- Театральная премия «Московские дебюты»-1999, номинация «Приз молодёжного жюри» (Снегурочка, спектакль «Шаман и Снегурочка», РАМТ)
- Театральная премия «Чайка»-2002, номинация «Обольстительная женщина» (Амалия Бежецкая, спектакль «Эраст Фандорин», РАМТ)
- Театральная премия «Чайка»-2004, номинация «Некоторые любят погорячее» (дуэт с Александром Устюговым (Рогожин), спектакль «Идиот», РАМТ)[1]

## Творчество

### Роли в театре

#### Российский академический молодёжный театр
- 1999 — «Шаман и Снегурочка» В. Хлебникова по пьесе А. Н. Островского «Снегурочка». Режиссёр: Александр Пономарёв — Снегурочка
- 2000 — «Севильский цирюльник» Бомарше (перевод Н.Любимова). Режиссёр: Сергей Алдонин — Розина
- 2002 — «Эраст Фандорин» Бориса Акунина. Режиссёр: Алексей Бородин[2] — Амалия Бежецкая
- 2004 — «Идиот» Ф. М. Достоевского. Режиссёр: Режис Обадиа (Франция) — Настасья Филипповна Барашкова[3]
- 2004 — «Вишнёвый сад» А. П. Чехова. Режиссёр: Алексей Бородин — Варя
- 2004 — «Роман с кокаином» Марка Агеева. Режиссёр: Олег Рыбкин — Соня
- 2006 — «Самоубийца» Николая Эрдмана. Режиссёр: Вениамин Смехов — Мария Лукьяновна
- 2009 — «Под давлением 1-3» Роланда Шиммельпфеннига[нем.]. Режиссёр: Егор Перегудов — Ангелика
- 2010 — «Алые паруса» Александра Грина. Режиссёр: Алексей Бородин — Хозяйка «Маяка»
- 2010 — «Доказательство»[англ.] Дэвида Оберна. Режиссёр: Кшиштоф Занусси — Клер
- 2010 — «Чехов-GALA» А. П. Чехова. Режиссёр: Алексей Бородин — Попова («Медведь»)

#### Московский театр «Мастер»
- 2009 — «Почтальон всегда звонит дважды…» по одноимённому роману Джеймса М. Кейна. Режиссёр: Александр Марин — Кора[4]

#### Агентство «Премьера»
- 2009 — «Лебедь» по пьесе Э. Эглофф. Режиссёр: Александр Марин — Дора[5]

### Роли в кино
- 1996 — Маркиз де Сад — Рене де Сад
- 2000 — Врата Евы — Инджи
- 2003 — Евлампия Романова. Следствие ведёт дилетант — Настя Звягинцева
- 2003 — 2006 — Адвокат — Вера, помощница, позже — партнёр Зимина (до 39 серии)
- 2005 — Адъютанты любви — Жозефина Богарне
- 2005 — Аэропорт — бизнес-леди, дочь Эммы
- 2007 — Бешеная — Дарья Андреевна Шевчук
- 2007 — 2008 — И всё-таки я люблю — Инна, заводская приятельница Веры и жена Володи
- 2008 — Новая жизнь сыщика Гурова — Елена Петровна
- 2008 — Мент в законе — Алла Болотова
- 2009 — М+Ж — Наташа, тётя Вероники
- 2009 — 2010 — Обручальное кольцо — Лидия, родная мать Пашки (уехала во Францию)
- 2010 — Гражданка начальница — старший лейтенант (ФСИН) Ирина Алексеевна Семёнова
- 2010 — Сны старого отеля — девушка[6]
- 2011 — 2017 — Светофор — Тамара Петровна Баранова (Орлова), жена Севы (с 1 сезона)
- 2012 — Диван для одинокого мужчины — Марина, директор мебельного магазина
- 2012 — Гражданка начальница. Продолжение — старший лейтенант (ФСИН) Ирина Алексеевна Семёнова
- 2013 — Майор — Ирина Гуторова, мать сбитого ребёнка[7]
- 2014 - 2023 — Балабол — жена Сани
- 2014 — Дурак — сотрудница мэрии Черненко
- 2016 — Экипаж — врач в аэропорту Канву
- 2017 — Ошибка молодости — Маша
- 2024 — Ректор — мама Лаврика